# 4703 Kagoshima
4703 Kagoshima è un asteroide della fascia principale. Scoperto nel 1988, presenta un'orbita caratterizzata da un semiasse maggiore pari a 2,2503173 UA e da un'eccentricità di 0,1159015, inclinata di 5,39820° rispetto all'eclittica.